# Švedska književnost
Švedska književnost odnosi se na književna djela na švedskom jeziku ili djela pisaca iz Švedske.
Prvi književni tekst iz Švedske, Rök Runestone isklesan je u vikinško doba oko 800. godine. Nakon prijelaza na kršćanstvo oko 1100. godine, monaški pisci radije koriste latinski nego švedski jezik. Stoga postoji samo nekoliko tekstova na starošvedskom jeziku iz toga razdoblja. Švedska književnost procvjetala je, nakon što je švedski jezik standardiziran u 16. stoljeću, s u velikoj mjeri zahvaljujući punom prijevodu Biblije na švedski 1541. godine. Ovaj prijevod je tzv. Biblija Gustava Vase. 
Bolje obrazovanje u 17. stoljeću dovelo je do nekoliko značajnih autora, koji dodatno razvijaju švedski jezik. Neke od ključnih figura su: Georg Stiernhielm (17. stoljeće), koji je bio prvi, koji je pisao klasičnu poeziju na švedskom; Johan Henric Kellgren (18. stoljeće), prvi je pisao tečno švedsku liriku; Carl Michael Bellman (krajem 18. stoljeća), prvi pisac burlesknih balada, a August Strindberg (krajem 19. stoljeća) je socio-realistički pisac i dramatičar, koji je stekao svjetsku slavu. 
Početkom 20. stoljeća nastavljaju se pojavljivati značajni autori, kao što su: Selma Lagerlöf (dobitnica Nobelove nagrade 1909.) i Pär Lagerkvist ( (dobitnik Nobelove nagrade 1951.). Između 1949. i 1959., Vilhelm Moberg napisao je niz od četiri povijesne drame "Emigranti" (švedski: Utvandrarna), koje se često smatraju jednim od najboljih književnih djela iz Švedske. Poznato djelo za djecu je „Pipi duga čarapa“ književnice Astrid Lindgren.
U posljednjih nekoliko desetljeća, nekoliko švedskih pisaca etablirali su se na međunarodnoj razini, kao što su detektivski romanopisac Henning Mankell i pisac trilera Stieg Larsson. 